# Coptoeme depressa
Coptoeme depressa är en skalbaggsart som först beskrevs av Johann Christoph Friedrich Klug 1835.  Coptoeme depressa ingår i släktet Coptoeme och familjen långhorningar.
Artens utbredningsområde är:
- Ghana.
- Niger.
- Senegal.
- Togo.

Inga underarter finns listade i Catalogue of Life.